# Cash (Publikation)
cash ist ein Schweizer Finanzportal für umfassende Wirtschafts- und Finanzinformationen mit Echtzeit-Marktdaten von der Schweizer Börse. Cash erschien von 1989 bis 2006 als Wochenzeitung und von 2006 bis März 2009 als Gratis-Zeitung (cash daily) im Verlag Ringier. Ringier nutzte die Marke «cash» auch für andere Publikationen und Sendungen, die sich mit den Themen Finanzen und Wirtschaft befassten. Seit dem 23. März 2009 erscheint cash ausschliesslich digital, und seit April 2012 können Wertschriften direkt über das Portal gehandelt werden. Täglich besuchen rund 90'000 User das Portal (Stand Januar 2025).

## Geschichte

### Wirtschaftszeitung
Die Auflage von cash betrug zuletzt 61'547 Exemplare, womit cash in der Schweiz zu den grössten Wirtschaftspublikationen zählte.

### Gratiszeitung cash daily
cash daily erschien zwischen Herbst 2006 und März 2009 täglich von Montag bis Freitag als Gratiszeitung. Sie lag an den Kiosken der Valora kostenlos auf. Am 20. März 2009 erschien die letzte Ausgabe. Seither konzentriert sich Ringier mit der Marke «cash» auf einen papierlosen Vertrieb über elektronische Medien.

### Fernsehsendung cash-TV
Das Fernsehmagazin cash-TV wurde bis Dezember 2012 jeden Sonntagabend auf SF zwei ausgestrahlt. Es zählte durchschnittlich rund 180'000 Zuschauer, was einem Marktanteil von knapp 10 Prozent entsprach. Im Anschluss an cash-TV wurde jeweils die Talkshow cash-Talk ausgestrahlt; diese zählte durchschnittlich rund 70'000 Zuschauer.